# 上級恋愛ミント
『上級恋愛ミント』（じょうきゅうれんあいミント）は、近代映画社が発行していた日本の隔月刊女性漫画雑誌。偶数月の24日発売。
2005年6月に『エルティーンcomic』がリニューアルした形で刊行を開始し、直後の7月に『エルティーンcomicプチもも』が休刊したため吸収合併した。2011年12月24日発売の2012年2月号にて休刊。

## 主な執筆陣
- あぐらおん
- 鮎川いゆ
- 鹿島あさひ
- 天丸ゆう
- 南国パイン
- 日浦亜紀
- 舘石奈々
- 鈴木正美